# Mariano Barbosa
Mariano Damián Barbosa (27 de julio de 1984) es un exfutbolista argentino que se desempeñaba en la posición de portero y su último club fue el Villarreal de la Primera División de España. Actualmente es entrenador de porteros del club amarillo.

## Trayectoria
Durante su infancia, jugó en un club de barrio llamado Barrio Sitra. En 2001 fichó por Banfield, equipo en el que pronto fue indiscutible pese a su juventud, subiendo al primer equipo en la temporada 2002/03. Tuvo un papel destacado en la Copa Libertadores de 2005, lo que le dio la posibilidad de dar el salto a Europa, al Villarreal CF español. 
Barbosa, quien fue internacional Sub-20 con la Selección argentina, rescindió tiempo después su contrato con el Villarreal CF, firmando contrato por un año con el Recreativo de Huelva, también español, en 2007. 
Volvió durante 2008 a la Argentina, concretamente a Estudiantes de La Plata, el cual tenía planeada su titularidad ante la inminente venta de Mariano Andújar, que finalmente no se dio. Esto relegó al joven Barbosa al banco de suplentes, teniendo solo una oportunidad en la valla, partido en el cual le convirtieron 5 goles. Durante 2009, el club platense finalmente formalizaría una cesión del guardameta de Estudiantes a River Plate, club que sería su última estación antes de probar fortuna en el campeonato mexicano.
Tras su paso por el mexicano Atlas de Guadalajara, en el verano de 2010 fichó por la UD Las Palmas de la segunda división de España, firmando un contrato de tres temporadas de duración, que luego renovaría hasta 2015.
En el verano de 2014 rescindió dicho contrato pagando la cláusula de 150.000 €, para así poder fichar por dos temporadas con el Sevilla FC de la Primera división de España] Al finalizar la primera temporada, en la que el jugador solo disputó dos partidos y sufrió varias lesiones, el club sevillano rescindió su contrato. El 9 de julio de 2015 se hizo oficial su incorporación  al Villarreal CF, club con el que firma por dos temporadas.

## Clubes
| Club                    | País      | Año       |
| ----------------------- | --------- | --------- |
| Banfield                | Argentina | 2002-2005 |
| Villarreal              | España    | 2005-2007 |
| Recreativo de Huelva    | España    | 2007-2008 |
| Estudiantes de La Plata | Argentina | 2008      |
| River Plate             | Argentina | 2009      |
| Atlas de Guadalajara    | México    | 2009-2010 |
| Las Palmas              | España    | 2010-2014 |
| Sevilla                 | España    | 2014-2015 |
| Villarreal              | España    | 2015-2020 |

## Estadísticas
- Actualizado a 25 de febrero de 2018

| Club                              | Año       | División             | Part. | Goles | Coef. |
| --------------------------------- | --------- | -------------------- | ----- | ----- | ----- |
| Banfield Argentina                | 2002-2003 | Primera División     | 7     | -     | -     |
| Banfield Argentina                | 2003-2004 | Primera División     | 8     | 4     | 0,5   |
| Banfield Argentina                | 2004-2005 | Primera División     | 22    | 28    | 1,27  |
| Villarreal CF · España            | 2005-2006 | Primera División     | 10    | 11    | 1,1   |
| Villarreal CF · España            | 2005-2006 | Champions            | 4     | 1     | 0,25  |
| Villarreal CF · España            | 2006-2007 | Primera División     | 11    | 18    | 1,63  |
| Recreativo de Huelva · España     | 2007-2008 | Primera División     | 0     | -     | -     |
| Recreativo de Huelva · España     | 2007-2008 | Copa del Rey         | 4     | 3     | 0,75  |
| Estudiantes de La Plata Argentina | 2008-2009 | Primera División     | 1     | 5     | 5     |
| River Plate (cedido) Argentina    | 2008-2009 | Primera División     | 4     | 4     | 1     |
| River Plate (cedido) Argentina    | 2008-2009 | Copa Libertadores    | 3     | 5     | 1,66  |
| Atlas de Guadalajara · México     | 2009-2010 | Primera División     | 28    | 42    | 1,5   |
| UD Las Palmas · España            | 2010-2011 | Segunda División     | 39    | 58    | 1,48  |
| UD Las Palmas · España            | 2011-2012 | Segunda División     | 37    | 51    | 1,37  |
| UD Las Palmas · España            | 2011-2012 | Copa del Rey         | 1     | 2     | 2     |
| UD Las Palmas · España            | 2012-2013 | Segunda División     | 39    | 50    | 1,28  |
| UD Las Palmas · España            | 2012-2013 | Promoción de ascenso | 2     | 3     | 1,5   |
| UD Las Palmas · España            | 2012-2013 | Copa del Rey         | 6     | 4     | 0,67  |
| UD Las Palmas · España            | 2013-2014 | Segunda División     | 41    | 45    | 1,1   |
| UD Las Palmas · España            | 2013-2014 | Promoción de ascenso | 4     | 1     | 0,25  |
| UD Las Palmas · España            | 2013-2014 | Copa del Rey         | 1     | 3     | 3     |
| Sevilla FC · España               | 2014-2015 | Primera División     | 2     | 2     | 1     |
| Sevilla FC · España               | 2014-2015 | Europa League        | 0     | 0     | 0     |
| Sevilla FC · España               | 2014-2015 | Copa del Rey         | 0     | 0     | 0     |
| Sevilla FC · España               | 2014-2015 | Supercopa de Europa  | 0     | 0     | 0     |
| Villarreal CF · España            | 2015-2016 | Primera División     | 1     | 2     | 2     |
| Villarreal CF · España            | 2015-2016 | Europa League        | 6     | 6     | 1     |
| Villarreal CF · España            | 2015-2016 | Copa del Rey         | 4     | 7     | 1,75  |
| Villarreal CF · España            | 2016-2017 | Primera División     | 0     | 0     | 0     |
| Villarreal CF · España            | 2016-2017 | Europa League        | 0     | 0     | 0     |
| Villarreal CF · España            | 2016-2017 | Copa del Rey         | 2     | 1     | 0,5   |
| Villarreal CF · España            | 2017-2018 | Primera División     | 13    | 14    | 1,07  |
| Villarreal CF · España            | 2017-2018 | Europa League        | 6     | 6     | 1     |
| Villarreal CF · España            | 2017-2018 | Copa del Rey         | 2     | 2     | 1     |

### Distinciones individuales
| Distinción           | Año   |
| -------------------- | ----- |
| Trofeo Germán Dévora | 2011. |
| Trofeo Germán Dévora | 2014. |